# Not Just Bikes
Not Just Bikes is een YouTube-kanaal dat wordt beheerd door de Canadees-Nederlandse YouTuber Jason Slaughter. Het kanaal onderzoekt stedenbouwkundige kwesties en vergelijkt het transport, de infrastructuur en de gebouwde omgeving van Nederland met die van de Verenigde Staten en Canada. Ook maakt hij op zijn kanaal video's over verschillende aspecten van het Nederlandse stadsleven, waaronder de bakfiets, de omafiets, autoluwe straten, ondergrondse vuilcontainers, rotondes, fietspaden en het gebruik van microcars zoals de Canta als gehandicaptenvoertuig. Hij richt zijn video's op mensen die, zoals hij, zijn opgegroeid in autogerichte voorsteden. Hij pleit er in zijn video's voor om steden in te richten voor mensen en niet primair voor auto's. Sinds 2024 is hij Nederlands en heeft een Nederlands paspoort.

## Biografie
Slaughter groeide op in de Canadese stad London, Ontario, die hij beschrijft als een 'hels landschap dat afhankelijk is van auto’s'. Hij en zijn gezin verhuisden naar Amsterdam vanwege de auto-gerichte ruimtelijke ontwikkeling in Noord-Amerika, die het lopen, fietsen en het gebruik van het openbaar vervoer bemoeilijkt.
Slaughter heeft in het verleden in de technieksector gewerkt als productmanager. Hij begon zijn YouTube-kanaal oorspronkelijk om te laten zien waarom hij en zijn vrouw naar Nederland verhuisden.

## Invloed
De video van Slaughter uit 2021, getiteld "Stroads are Ugly, Expensive, and Dangerous (and they're everywhere)", heeft bijgedragen aan de popularisering van het concept van de 'stroad'. In de video bekritiseert hij stroads vanwege hun kosten, inefficiëntie en gebrek aan veiligheid. Het woord zelf werd echter geïntroduceerd door de Amerikaanse civiel ingenieur en stedenbouwkundige Charles Marohn in 2011, de oprichter van de non-profit organisatie Strong Towns.